# Carmeniu
Carmeniu és un nucli de població del municipi de Montferrer i Castellbò i de l'entitat municipal descentralitzada Vila i Vall de Castellbò, a l'Alt Urgell. Es troba al coster del serrat de Roca Redona, a 1.135 metres, a l'obaga de la vall de Castellbò.
El poble es troba sobre un barranc. Les comunicacions són a través de l'antic camí de Pallerols i es comunica amb Castellbò per una bona pista. La població, com la resta de nuclis del municipi, ha minvat força, d'uns 47 habitants el 1857, passà a 14 el 1960, 3 el 1991 i 1 el 2019.
S'hi troba l'església, dedicada a Sant Fruitós, sufragània de Castellbò, és a l'inici del carreró que forma el poble. És un edifici del segle xvii, ben proporcionat, amb porta lateral, que no guarda vestigis de la construcció anterior. Conserva una taula del gòtic tardà, amb una pintura de santa Llúcia.